# Entresol
L'entresol est le niveau qui se trouve entre le rez-de-chaussée et le premier étage d'un bâtiment. C'est généralement un étage intermédiaire de hauteur réduite, inclus dans un étage ou rez-de-chaussée d'une hauteur assez importante.

## Historique

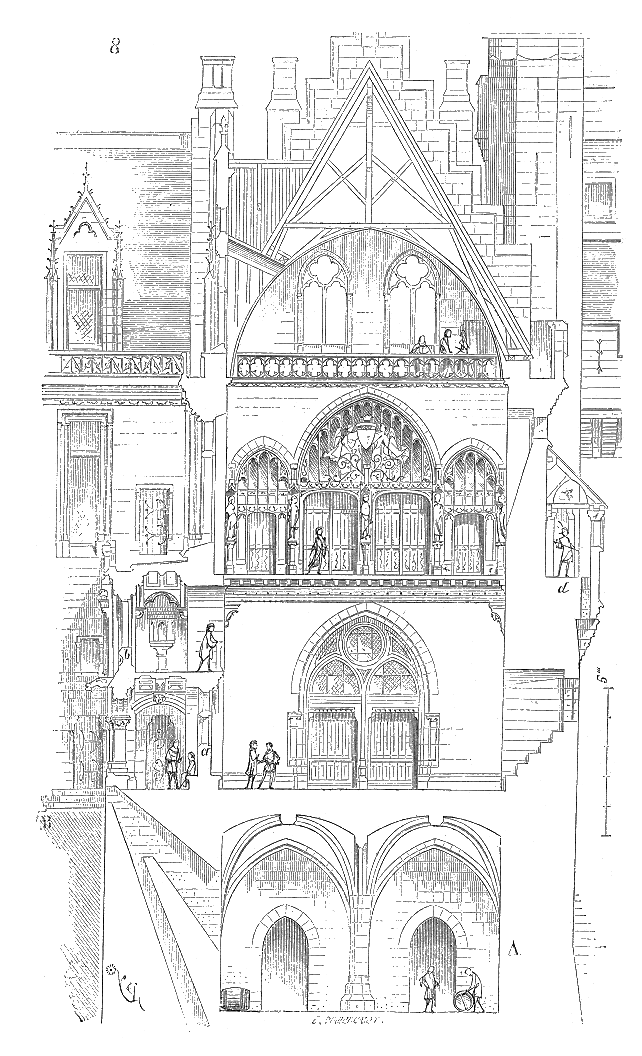
Au-dessous de l'étage A est un étage de caves dont le sol est au niveau du chemin de ronde extérieur, B étant le niveau du sol de la cour. On voit, dans cette coupe, comment est construit le portique de plain-pied avec la salle basse et entresolé de façon à donner une vue et, au besoin, une surveillance sur cette salle basse, car le portique inférieur est vitré en a, tandis que le portique d'entresol est vitré en b. Au niveau du plancher de la grand'salle du premier étage, ce portique forme une terrasse ou promenoir extérieur sur la cour. On voit en d le chemin de ronde des mâchicoulis, qui est également de plain-pied avec la grand'salle.

L'entresol a été conçu à l'origine pour gagner de l'espace sur les pièces qui ne sont pas d’apparat et dont la hauteur sous plafond trop importante occasionne de grandes pertes d'espace. Fermés, les entresols se distinguent ainsi des mezzanines, qui sont des étages intermédiaires ouverts, un héritage architectural italien. Dans son Encyclopédie méthodique d'architecture, Antoine Chrysostome Quatremère de Quincy édicte quelques règles sur l’ordonnancement des mezzanines et entresols, dont la destination est essentiellement utilitaire et doivent donc être le plus discrets possible sur l'extérieur, paraître le moins possible sur les façades. Dans les maisons particulières, il arrive que les entresols soient embellis et visibles de l'extérieur. Dans ce même ouvrage, Quatremère de Quincy recommande ainsi de placer l'entresol dans le « soubassement » du bâtiment et sur la multiplicité des entresols édicte que : 

« On voit quelquefois deux mezzanines ou entresols au-dessus l'un de l'autre. C'est là un abus révoltant. L'entresol, lorsqu'il est seul, passe pour une force d'exception, à laquelle on conssent à ne pas trop faire attention. Deux entresols au-dessus l'un de l'autre, donnent l'impression d'une petite maison inscrite dans une grande. Cette répétition dénature le caractère des palais, en gâte l'ordonnance & en rapetisse l'effet. »

— Antoine Chrysostome Quatremère de Quincy, Encyclopédie méthodique d'architecture, volume 2
On accédait auparavant aux entresols via des escaliers dérobés ou une entrée discrète, un escalier de dégagement permettant par exemple de passer d'une boutique au rez-de-chaussée à l'entresol où se trouve un appartement.
Initialement réalisés pour des dégagements, garde-robes, rangements, les entresols contiennent parfois les appartements des domestiques, ou de petits locaux réduits mais confortables,. Dans certains bâtiments, même immenses, un niveau entier d'entresol est dédié au logement des personnes y travaillant, des domestiques essentiellement. L'espace y est souvent réduit et le personnel nombreux.

## Période contemporaine
La pratique architecturale des entresols s'est poursuivie au-delà des palais et manoirs : à Paris, la hauteur des portes cochères rendant le rez-de-chaussée très haut, les premiers appartements étaient placés à l'entresol. L'entresol se généralise et sa définition s'élargit : en 1827, l'entresol est défini dans un dictionnaire d'architecture comme un « Petit étage, pratiqué au-dessus d'un rez-de-chaussée, qui occupe moins de hauteur qu'un étage ordinaire. ». On retrouve la pratique en Espagne, où l'entresol est appelé entresuelo, et dans de nombreux autres pays. Dans le French Quarter de La Nouvelle-Orléans par exemple, l'Absinthe House présente un entresol permettant de loger au-dessus de l'entrepôt commercial au rez-de-chaussée.
Une soupente est un entresol pratiqué entre le dernier étage et le toit. L'entresol n'est depuis longtemps plus dévolu uniquement au stockage ou au personnel de maison. Un entresol peut servir de dépendance à un espace commercial ou à un appartement, ou encore servir d'appartement indépendant.
D'un point de vue extérieur, l'architecture parisienne inclut l'entresol de manière à concevoir des façades dont le rez-de-chaussée paraît une fois et demi plus haut que les étages ce qui permet de constituer des avenues à l'aspect unique. L'utilisation des entresols à Paris pour rehausser la façade du rez-de-chaussée remonte au XVIIe siècle, et se trouve dans des immeubles du Marais et de l'île Saint-Louis. Les grands travaux haussmanniens ont profité de l'ubiquité des entresols parisiens pour appliquer le modèle de façade haute sur les grandes avenues et ainsi donner une identité architecturale à Paris.

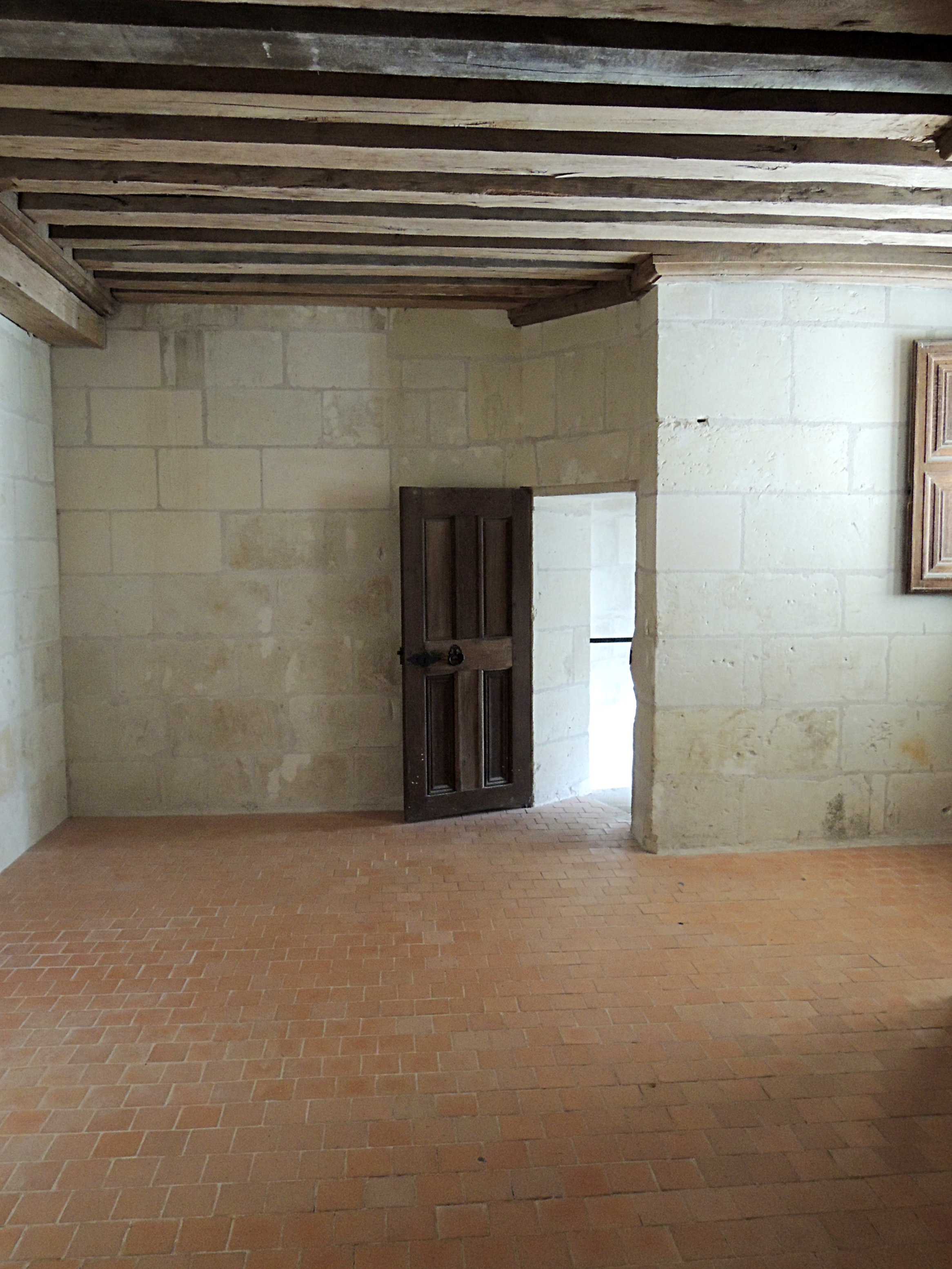
Une salle dans l'entresol au château de Chambord.
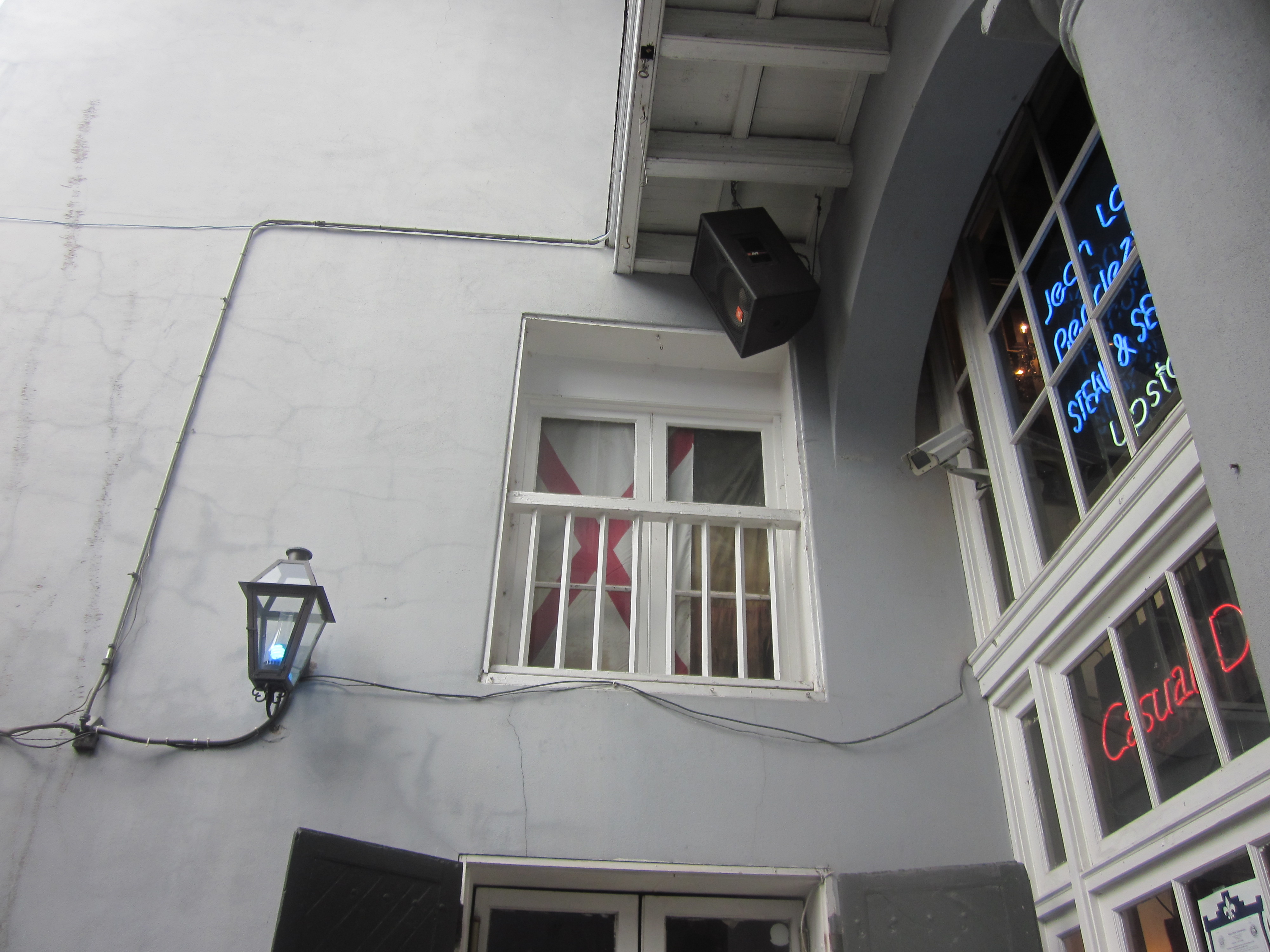
Fenêtre donnant sur un patio de l'entresol d'une Absinthe House à la Nouvelle-Orléans. On voit la fenêtre de l'extérieur, au même niveau que le haut de la grande baie vitrée à droite.
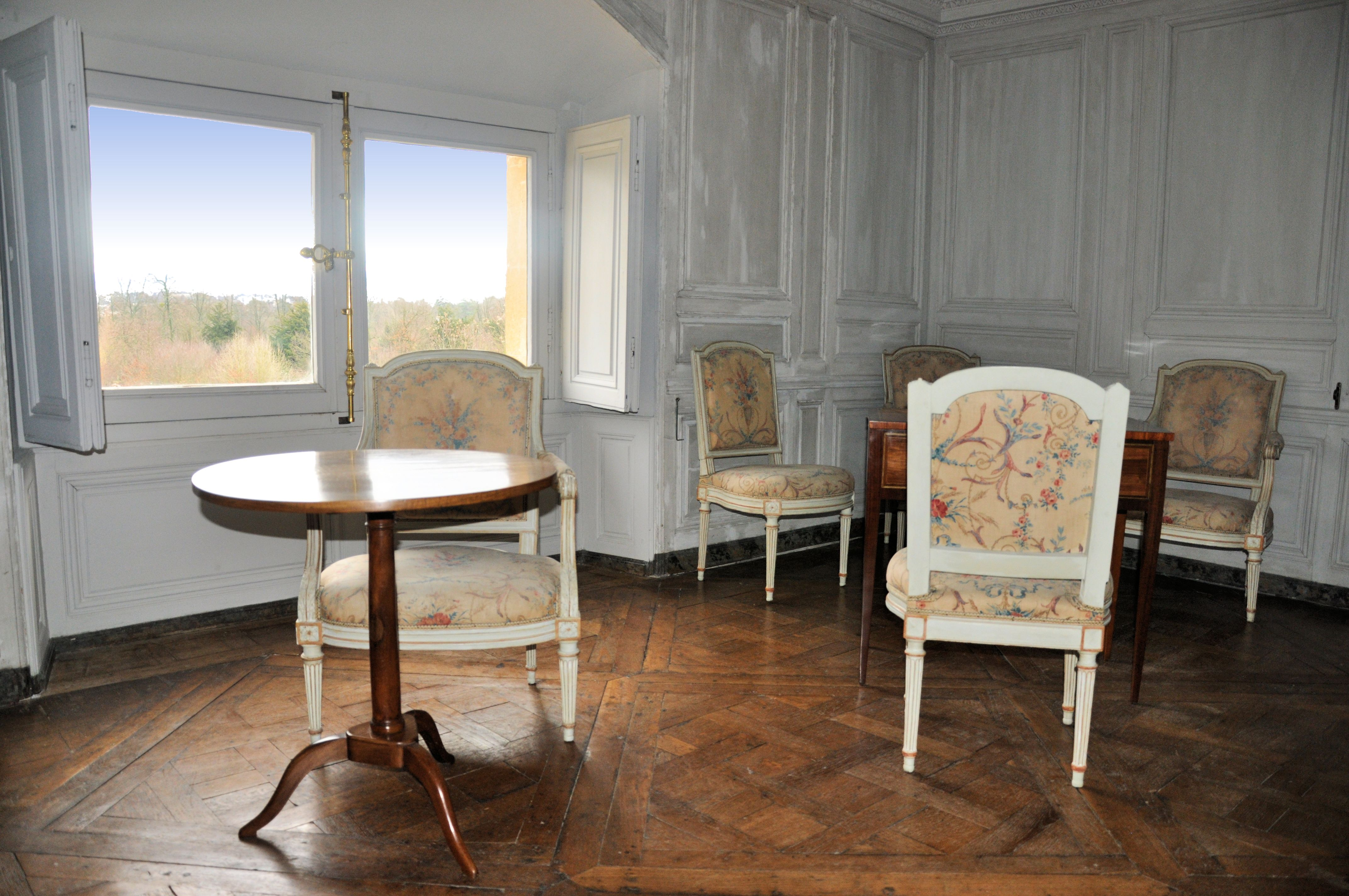
Chambre de la première femme de chambre du Petit Trianon situé à l'entresol du bâtiment.
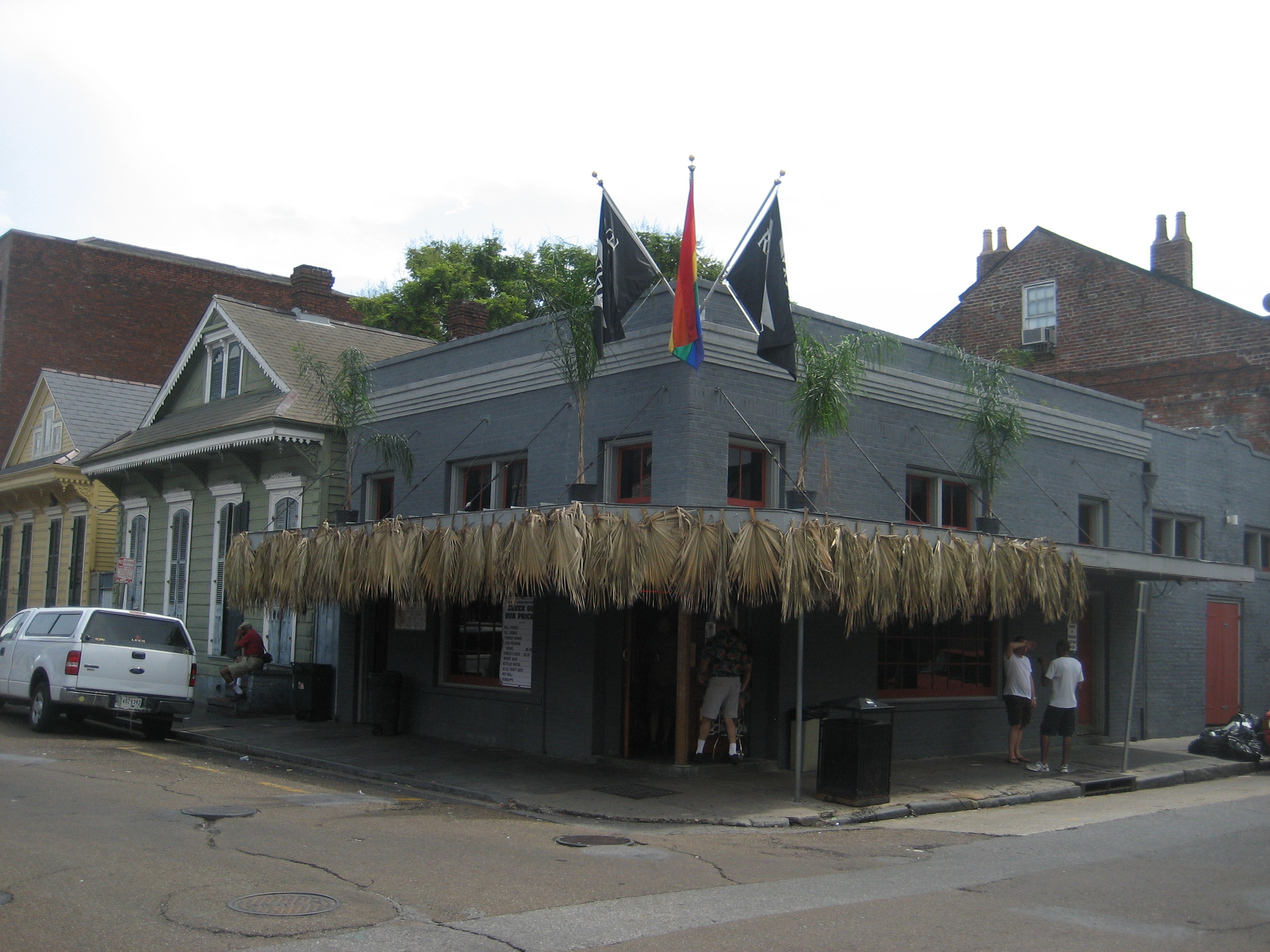
Bar de La Nouvelle-Orléans présentant un entresol d'habitation au-dessus du commerce.
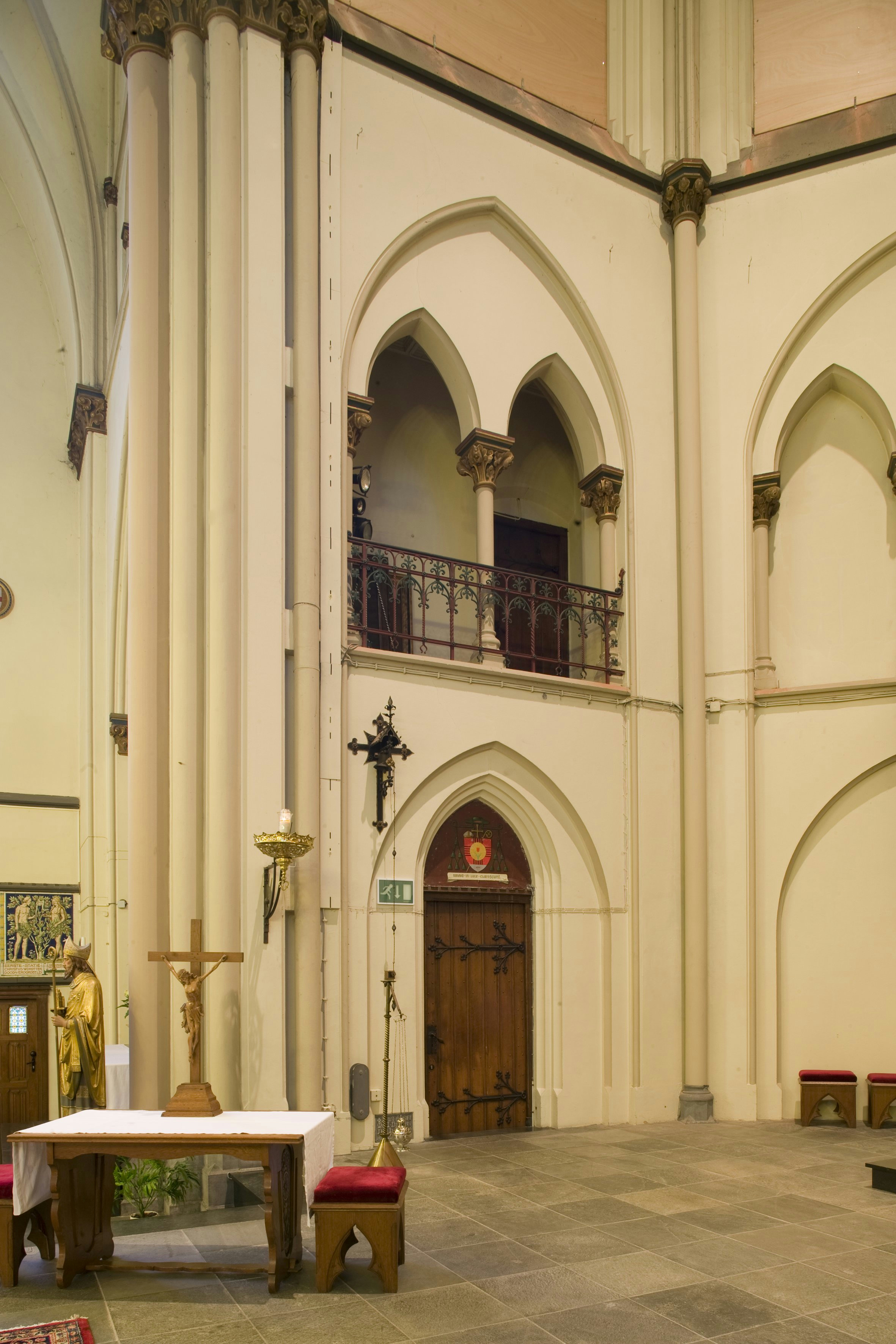
Intérieur de la Bonifatiuskerk montrant la porte à gauche de l'autel menant vers l'entresol et son balcon visibles au-dessus de la porte.